# جوزفين أسبلوند
جوزفين أسبلوند هي ممثلة سويدية ولدت في 15 أكتوبر 1991.